# Annemie Verbeke
Annemie Verbeke (Ieper, 1953) is een Belgische modeontwerpster.

## Biografie
Annemie Verbeke studeerde grafische kunsten aan het toenmalige Hoger Instituut Sint-Lucas te Gent en aan de Gentse Academie voor Schone Kunsten. In 1986 lanceerde ze haar eerste eigen collectie. Verbeke was gedurende vele jaren raadgeefster voor de Belgische Tricotfederatie.
In 1989 stopte ze om familiale redenen met haar collectie en begon achter de schermen voor verschillende modehuizen te werken. Vanaf 1991 begon haar leeropdracht aan de modeafdeling van La Cambre in Brussel. In Brussel en Antwerpen zijn er winkels gevestigd die haar collectie verdelen.

## Onderscheidingen
- 1998 - Mode Bruxellae-prijs